# Vicente Castell Maiques
Vicente Castell Maiques (Algemesí, Valencia; 1918- Algemesí, Valencia; 1998) fue un sacerdote e historiador español. 
Doctor en Teología, fue subsecretario, beneficiario y, desde 1969, canónigo de la catedral de Valencia. Asimismo, fue encargado de los museos Diocesano y  Catedralicio, y prefecto de estudios del Real Colegio del Corpus Christi. Es autor de diversos estudios, dedicándose principalmente a la edición de fuentes y a la investigación histórica.

## Reconocimientos
- Alta distinción Francesc de Vinatea (1996), concedida por la Mesa del Parlamento de la Comunidad Valenciana.

## Obras
- En torno a Ribalta (1943), junto con Ramón Robres Lluch.
- Estudios y trabajos escriturísticos del Beato Juan de Ribera (1947), junto con Ramón Robres Lluch.
- Catálogo artístico ilustrado del Real Colegio y Seminario Corpus Christi de Valencia (1951), junto con Ramón Robres Lluch.
- Los jueves del Patriarca. Génesis y evolución de un ceremonial eucarístico (1955).
- La visita "ad limita" durante el pontificado de Sixto V (1585-1590) (1959), junto con Ramón Robres Lluch.
- Datos para una estadística general. Su cumplimiento den Iberoamérica (1959), junto con Ramón Robres Lluch.
- La nueva edición típica del misal románico: Estudio, rúbricas, textos (1963).
- Hispano de Massas: un Obispo Desconocido de Oloron, Francia, hacia 1237-1244 (1966).
- El archivo del Real Colegio y Seminario de Corpus Christi (Patriarca) de Valencia: antecedentes, organización moderna y fondos del siglo XVI (1973).
- De la Valencia romana (1970).
- La Catedral de Valencia: Expresión de fe, arte y cultura (1978).
- Proceso sobre la ordenación de la iglesia valentina entre los arzobispos de Toledo, Rodrigo Jiménez de Rada, y de Tarragona, Pedro de Albalat: 1238-1246 (1996).
- Proceso sobre la Ordenación de la Iglesia Valentina (1996, dos volúmenes).